# Campionati austriaci di sci alpino 1980
I Campionati austriaci di sci alpino 1980 si svolsero ad Aspang-Mariensee dal 28 al 31 gennaio; furono assegnati i titoli di slalom gigante e slalom speciale, sia maschili sia femminili.

## Risultati

### Uomini

#### Slalom gigante
| Pos. | Atleta              | Nazione |
| ---- | ------------------- | ------- |
| 1    | Klaus Heidegger     | Austria |
| 2    | Christian Orlainsky | Austria |
| 3    | Hans Enn            | Austria |

Data: 31 gennaio

#### Slalom speciale
| Pos. | Atleta              | Nazione |
| ---- | ------------------- | ------- |
| 1    | Klaus Heidegger     | Austria |
| 2    | Franz Gruber        | Austria |
| 3    | Christian Orlainsky | Austria |

Data: 29 gennaio

### Donne

#### Slalom gigante
| Pos. | Atleta         | Nazione |
| ---- | -------------- | ------- |
| 1    | Ingrid Eberle  | Austria |
| 2    | Monika Kaserer | Austria |
| 3    | Regina Sackl   | Austria |

Data: 30 gennaio

#### Slalom speciale
| Pos. | Atleta          | Nazione |
| ---- | --------------- | ------- |
| 1    | Rosi Aschenwald | Austria |
| 2    | Regina Sackl    | Austria |
| 3    | Uta Wedam       | Austria |

Data: 28 gennaio